# Sierra-leonische Beachhandball-Nationalmannschaft der Frauen
Die sierra-leonische Beachhandball-Nationalmannschaft der Frauen repräsentiert den sierra-leonischen Handballverband als Auswahlmannschaft Sierra Leones auf internationaler Ebene bei Länderspielen im Beachhandball.
Eine als Unterbau fungierende Nationalmannschaft der Juniorinnen wurde bislang noch nicht gegründet. Das männliche Pendant ist die Sierra-leonische Beachhandball-Nationalmannschaft der Männer.

## Geschichte
Die sierra-leonische Beachhandball-Nationalmannschaft der Frauen wurde für die ersten African Beach Games 2019 im Santa Maria Beach Park auf der kap-verdischen Insel Sal gegründet und ist damit eine von nach wie vor bislang (Stand Juli 2022) nur sechs afrikanischen Nationen, die je eine weibliche Beachhandball-Nationalmannschaft zusammengestellt haben. Das Turnier in Kap Verde war das erste Turnier in der dieser Sportart, das in Afrika für Nationalmannschaften ausgerichtet wurde. Die Mannschaft, die aus zum Teil deutlich unter 18 Jahre (sieben der neun Spielerinnen waren zwischen 15 und 17 Jahre alt) alten Spielerinnen bestand, aber auch eine 48-jährige Spielerin in ihren Reihen aufwies, verlor bei diesem Turnier alle seine vier Spiele und konnte auch keinen Satz für sich entscheiden, womit die Mannschaft den letzten Platz in der als Liga ausgetragenen Meisterschaft belegte.

## Teilnahmen
| World Games - 2001: nicht eingeladen - 2005: nicht eingeladen - 2009: nicht eingeladen - 2013: nicht qualifiziert - 2017: nicht qualifiziert - 2022: nicht qualifiziert | World Beach Games - 2019: nicht qualifiziert - 2023: nicht qualifiziert African Beach Games - 2019: 5. - 2023: nicht teilgenommen | Weltmeisterschaften - 2004: nicht qualifiziert - 2006: nicht qualifiziert - 2008: nicht qualifiziert - 2010: nicht qualifiziert - 2012: nicht qualifiziert - 2014: nicht qualifiziert - 2016: nicht qualifiziert - 2018: nicht qualifiziert - 2020: nicht qualifiziert, abgesagt - 2022: nicht qualifiziert |

- ABG 2019: Haja Conteh • Francess Kargbo • Zainab Massaquoi • Kai Sesay • Sombi Sesay • Dulcy Solomon • Tonian Tarawally • Aminata Turay • Fatu Turay[3]